# HD 28185 b
HD 28185 b és un planeta extrasolar a 128 anys llum de la Terra a la constel·lació d'Eridà. El planeta va ser descobert orbitant l'estrella semblant al Sol HD 28185 l'abril de 2001 com a part del sondeig per als planetes extrasolars del sud CORALIE, i la seva existència va ser confirmada de manera independent pel Magellan Planet Search Program el 2008. HD 28185 b orbita el seu sol en una òrbita circular que es troba a la vora interior de la zona habitable de la seva estrella.

## Descobriment
HD 28185 b es va descobrir detectant petites variacions periòdiques en la velocitat radial de la seva estrella mare causades per l'atracció gravitatòria del planeta. Això es va aconseguir mesurant el desplaçament Doppler de l'espectre de l'estrella. L'any 2001 es va anunciar que HD 28185 mostrava una oscil·lació al llarg de la línia de visió amb un període de 383 dies, amb una amplitud que indicava una massa mínima de 5,72 vegades la de Júpiter.

## Òrbita i massa
HD 28185 b triga 1,04 anys a orbitar la seva estrella mare. A diferència de la majoria dels planetes de període llarg coneguts, l'òrbita de HD 28185 b té una excentricitat baixa, comparable a la de Mart al sistema solar. L'òrbita es troba completament dins de la zona habitable de la seva estrella.
L'amplitud de les oscil·lacions de la velocitat radial significa que el planeta té una massa almenys 5,7 vegades la de Júpiter al sistema solar. No obstant això, el mètode de la velocitat radial només dona un valor mínim de la massa del planeta, depenent de la inclinació orbital a la nostra línia de visió. Per tant, la massa real del planeta pot ser molt més gran que aquest límit inferior.

## Característiques
Donada l'alta massa del planeta, és molt probable que sigui un gegant gasós sense superfície sòlida. Com que el planeta només s'ha detectat indirectament mitjançant observacions de l'estrella, es desconeixen propietats com el seu radi, composició i temperatura. Les irradiacions de periastre (0,959 UA), semieix major (1,031 UA) i apoastre (1,102 UA) són el 112 %, el 96,6 % i el 84,5 % de la Terra.
Com que HD 28185 b orbita a la zona habitable de la seva estrella, alguns han especulat sobre la possibilitat de vida als mons en el sistema HD 28185. Tot i que es desconeix si els gegants gasosos poden suportar vida, les simulacions d'interaccions de marees suggereixen que HD 28185 b podria albergar satèl·lits de massa terrestre en òrbita al seu voltant durant molts milers de milions d'anys. Aquestes llunes, si existeixen, poden ser capaços de proporcionar un entorn habitable, encara que no és clar si aquests satèl·lits es formarien en primer lloc. A més, un petit planeta en un dels punts troians del gegant gasós podria sobreviure en una òrbita habitable durant llargs períodes. L'alta massa de HD 28185 b, de més de sis masses de Júpiter, fa que qualsevol d'aquests escenaris sigui més probable que si el planeta estigués aproximadament la massa de Júpiter o menys.